# Cuadernos africanos
Cuadernos Africanos es un libro del reportero y escritor español Alfonso Armada publicado en 1999. Intercala crónicas periodísticas, escritas a lo largo de los cinco años que realizó su labor como corresponsal en África, con una suerte de diario de sus viajes en las que reflexiona sobre la dura realidad de países en guerra en aquel momento: Ruanda, Burundi, Angola y Mozambique. 
En los reportajes, publicados en el diario El País entre 1994 y 1998, Armada hace un recorrido por los sucesos más importantes que se sucedieron en esos países del África subsahariana a lo largo de esos cinco años.
- Datos: Q5792899